# Sericosura heteroscela
Sericosura heteroscela is een zeespin uit de familie Ammotheidae. De soort behoort tot het geslacht Sericosura. Sericosura heteroscela werd in 1996 voor het eerst wetenschappelijk beschreven door Child & Ségonzac. 